# 普罗米修高地

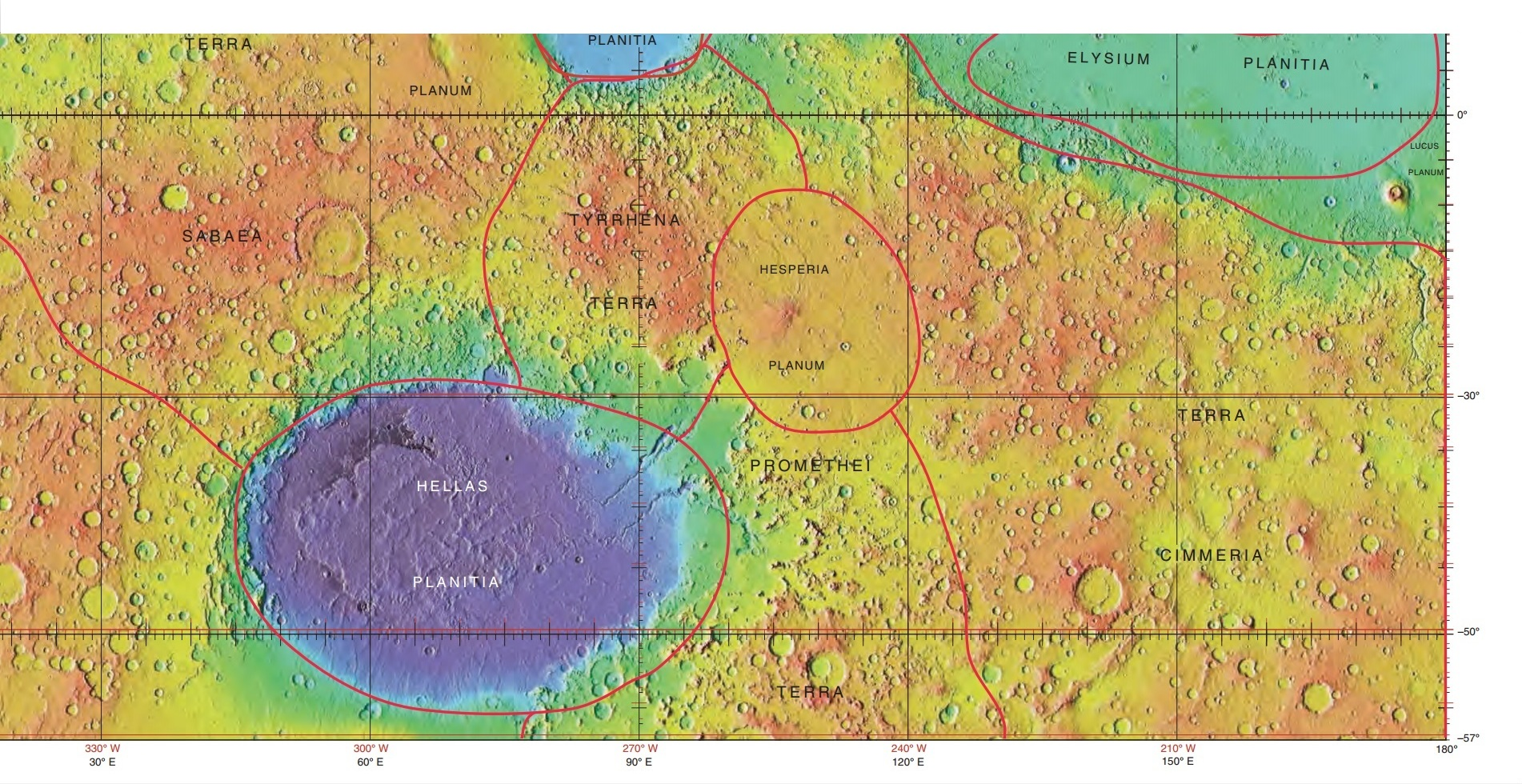
火星轨道器激光高度计地图显示了普罗米修高地与其它区域的分界

普罗米修高地 （Promethei Terra）是火星上一处位于赤道以南57°25′S 100°00′E / 57.42°S 100°E的广袤区域，就坐落在巨大的希腊盆地以东，最宽处横跨3300公里。与火星南部大部分地区一样，它也是一处崎岖坑洼，布满陨坑的高地。普罗米修高地取名自火星古典反照率特征，该名称最初源于古希腊神话中的普罗米修斯。普罗米修高地大部分地区位于火星希腊区内。

## 舌状岩屑坡
普罗米修高地一个很重要的常见特征是堆积在悬崖下的岩屑堆，这些物质被称为舌状岩屑坡（LDA）。最近，利用火星勘测轨道飞行器浅层雷达进行的研究提供了强有力的证据，证明舌状岩屑坡是覆盖着一层薄岩层的冰川。据信舌状岩屑坡中含有大量的水冰。现有证据有力地表明该地区过去曾有过积雪。当火星自转轴倾斜度增加时，南部冰盖会释放出大量的水蒸气。气候模型预测，当这种情况发生时，水蒸气会凝结并降落在舌状岩屑坡所在的位置。地球自转轴的倾斜幅度很小，因为相对较大的月球使其保持了稳定。而这火星的两颗微小卫星无法稳定它，因此火星的自转轴会发生很大的变化。一段时间以来已知道，火星自转轴的倾斜或倾角经历了许多巨大的变化，因为它的两颗小卫星不像地球的月球，缺乏稳定它的引力，有时火星自转轴的倾斜甚至超过80度。
舌状岩屑坡可能是未来火星定居者的主要水源，与其他火星水源相比，它们的主要优势在于可很容易地从轨道上测绘它们，而且更靠近载人任务可能会登陆的赤道区。

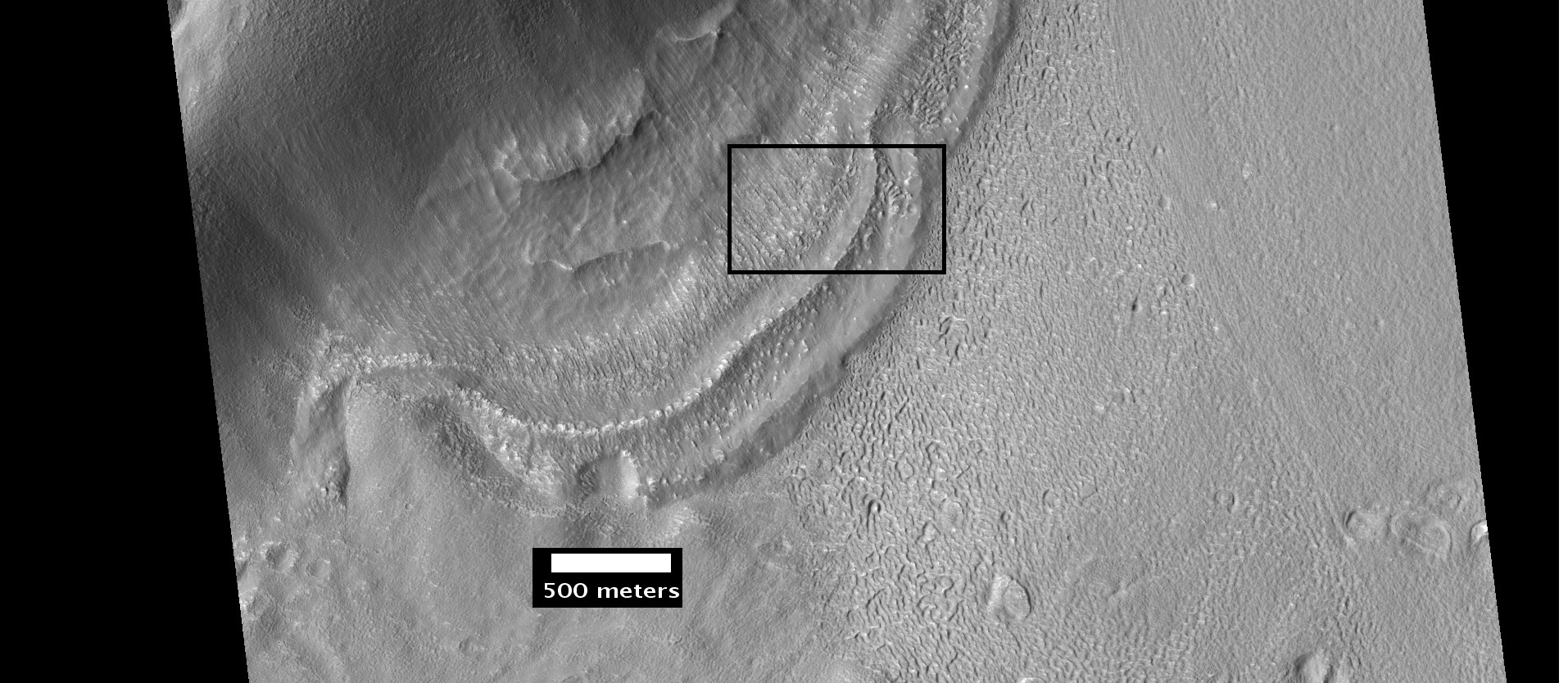
下一幅流体特征末端，也称为舌状岩屑坡图像的背景图，它可能是一座冰川，地点为希腊区。
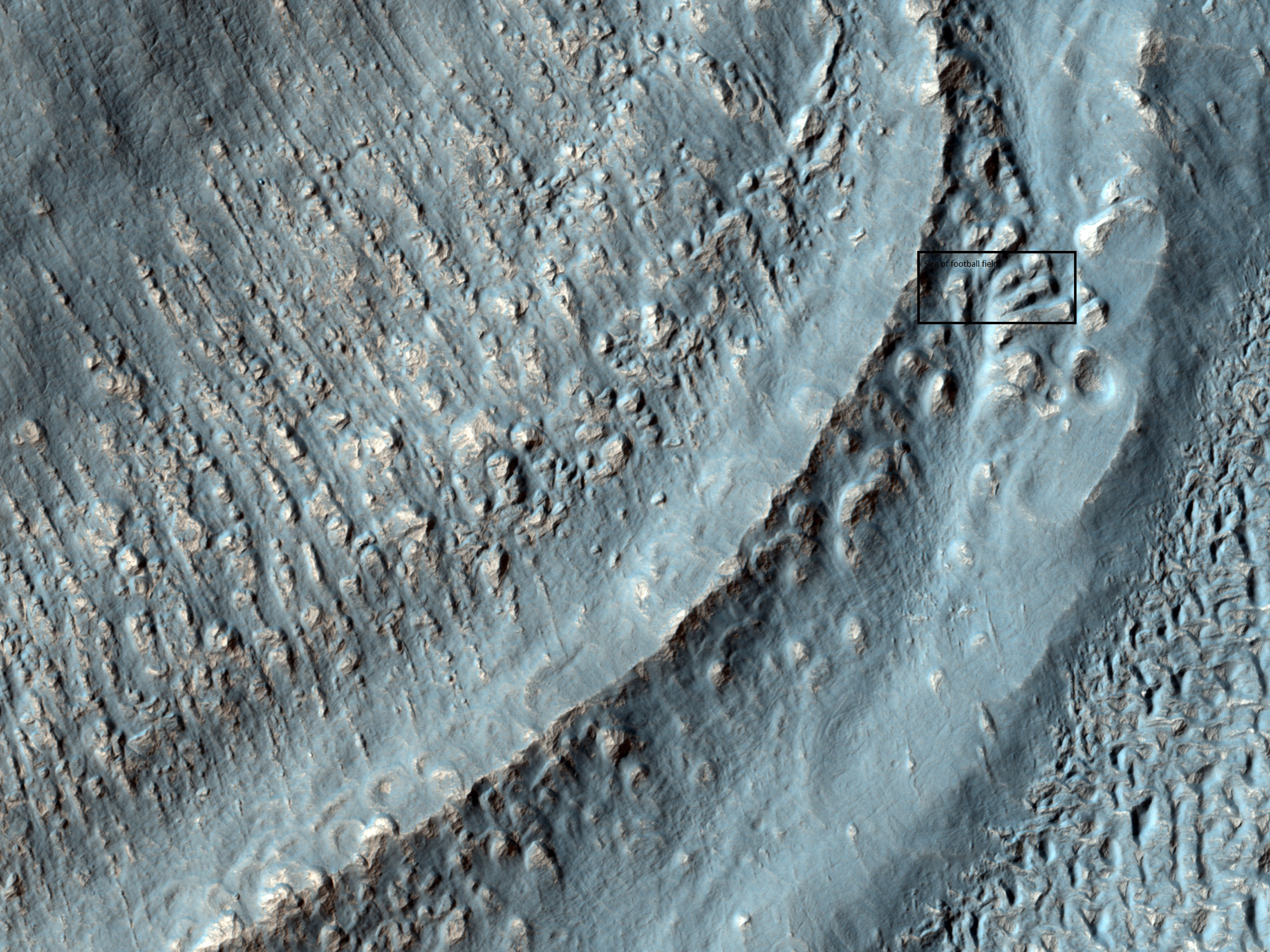
HiWish计划下高分辨率成像科学设备拍摄的上一幅图像中方框区域的特写，有些称为冰川尾端冰碛。按比例，方框大致显示了足球场大小的区域，位置为希腊区。
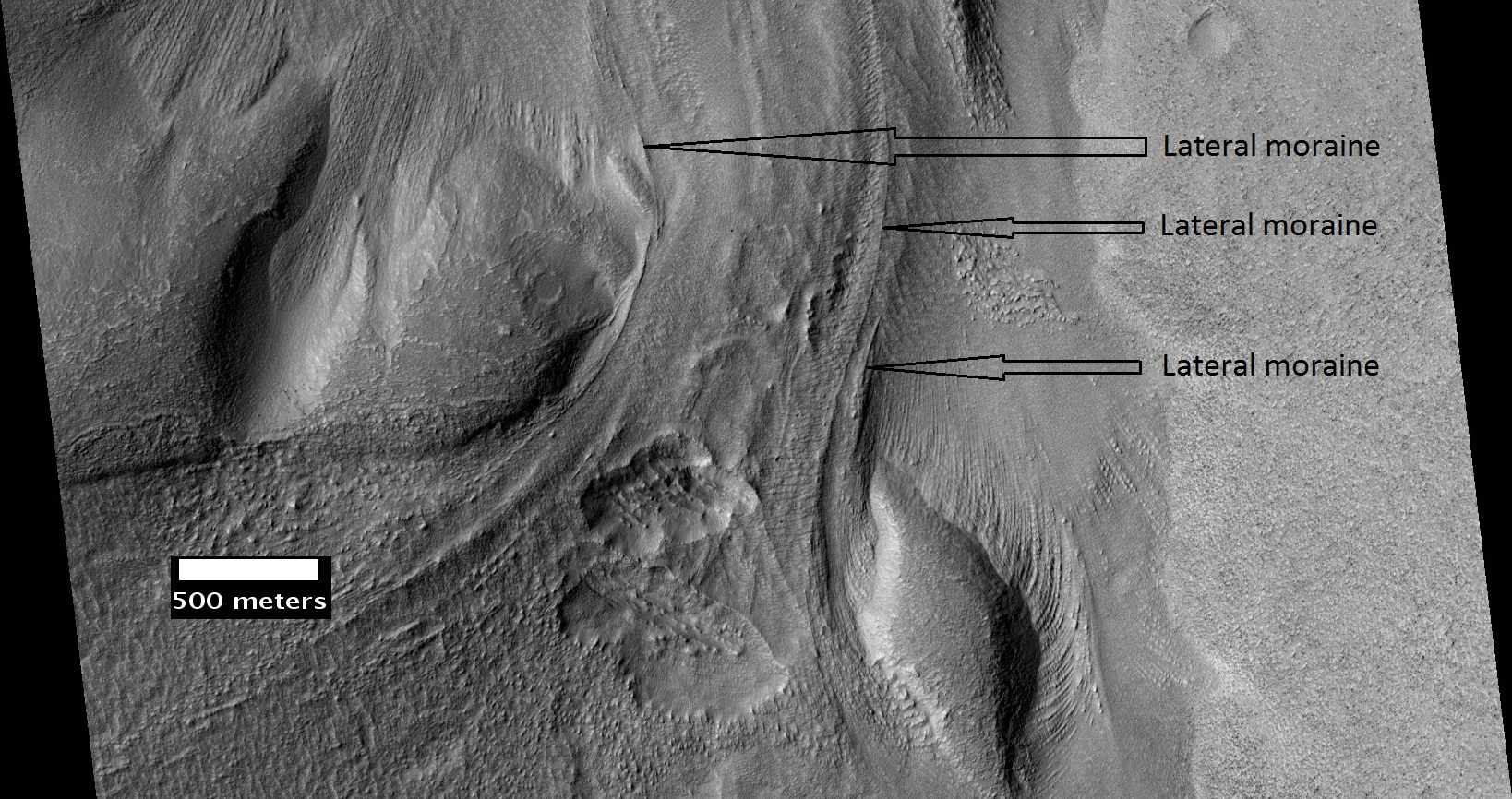
HiWish计划下高分辨率成像科学设备显示的流过一座陨石坑边缘的物质，箭头标注出了侧碛。

## 冰川状形态
许多地层可能是冰川或古冰川遗迹，因为它们看起来非常类似地球上的冰川。

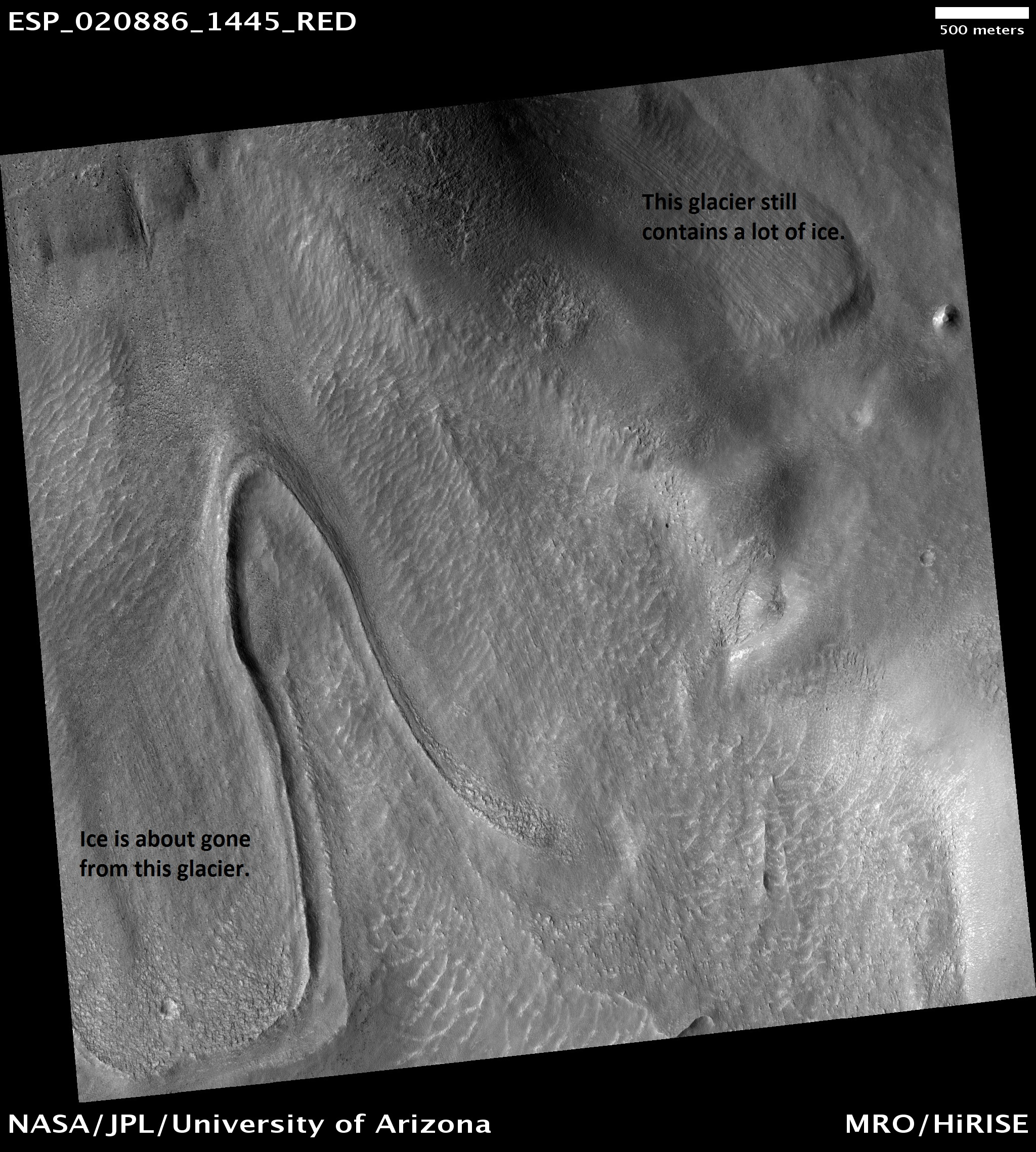
HiWish计划下高分辨率成像科学设备显示的冰川，左边的冰川很薄，因为很多冰都已消失，而另一方面，右边的冰川却很厚，在一层薄薄的泥土和岩石下面仍然贮藏有大量的水冰。
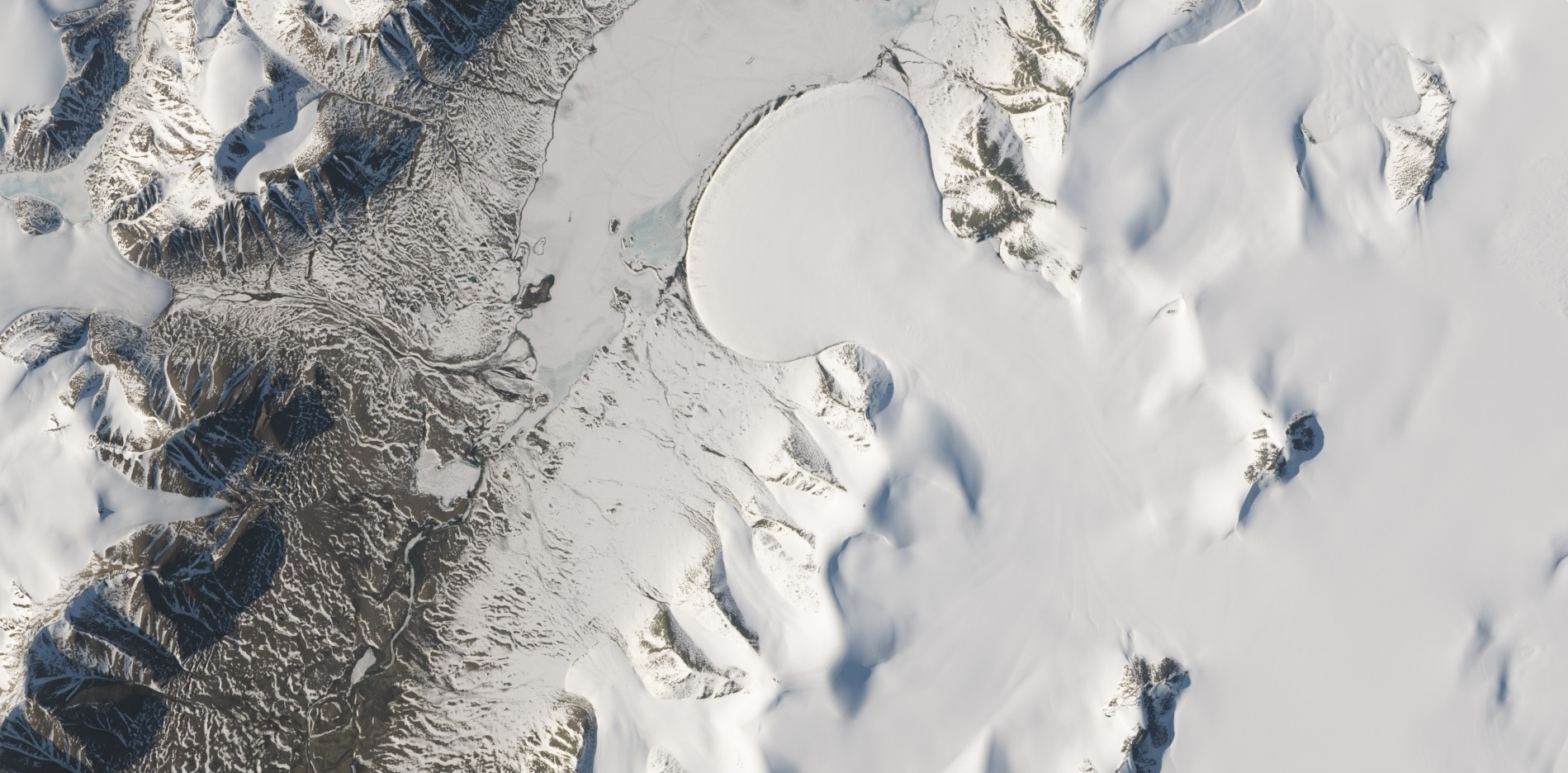
陆地8号卫星拍摄的地球北极圈象脚冰川中的罗默湖，该照片显示了数条冰川，其形状与火星上许多被认为也是冰川的特征相同。
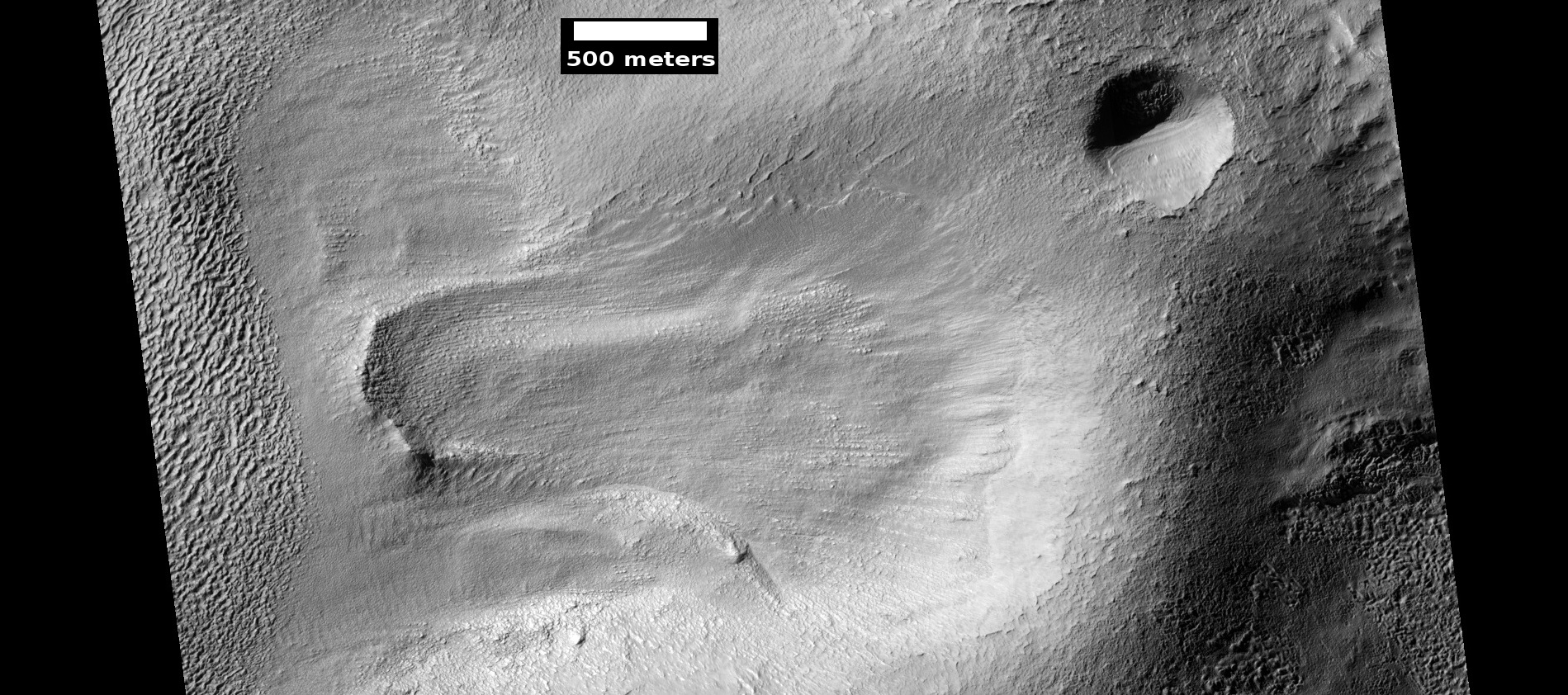
HiWish计划下高分辨率成像科学设备看到的流体特征可能是冰川。

## 冲沟
冲沟出现在陡坡，尤其是陨坑坡壁上，被认为是相对年轻的沟壑，因为上面几乎没有陨石坑。此外，它们还分布在沙丘顶部，而沙丘本身则被认为相当年轻。通常，每条冲沟都有一处沟头凹坑、沟道和冲积扇。部分研究发现，冲沟出现在面向所有方向的斜坡上，而其他的研究发现，更多的冲沟出现在面向极地的斜坡上，特别是在南纬30-44度地区。
多年来，大多数人认为冲沟是由流水冲刷而成，但进一步的观察表明，它们可能是由干冰形成的。但最近的研究表明，从2006年开始，利用火星勘测轨道飞行器(MRO)上的高分辨率成像科学设备（HiRISE）相机对356处地点的冲沟进行了检查，其中38处地点显示冲沟形成活跃。之前和之后的图像都表明，这一活动时间与季节性二氧化碳霜冻和液态水无法存在的温度相吻合。当干冰霜变成气体时，它们可以湿润干燥物质产生流动，特别是在陡坡上。在某些年份，可能厚达1米的霜冻会引发雪崩，这种霜冻主要含有干冰，但也含有少量的水冰。。

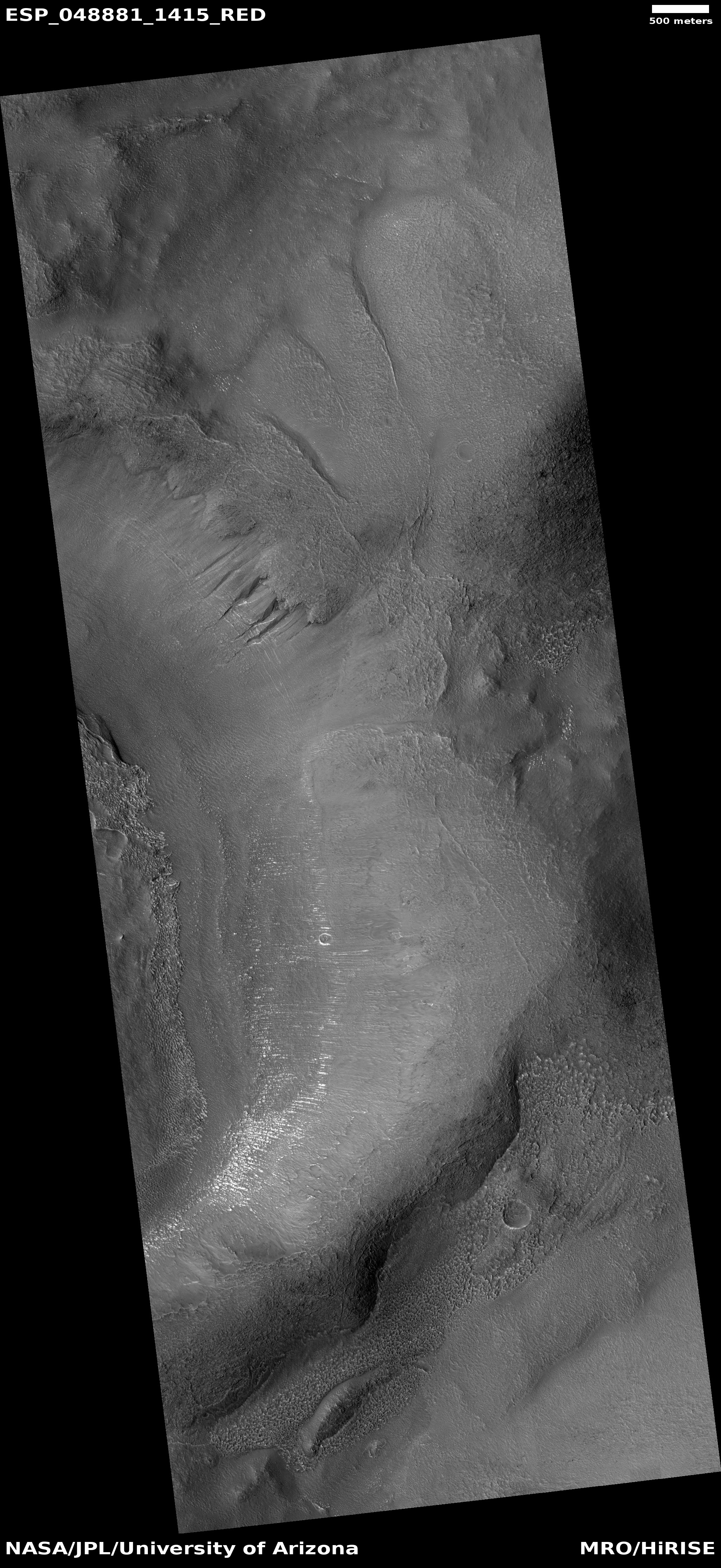
HiWish计划下高分辨率成像科学设备看到的陨坑中的冲沟。
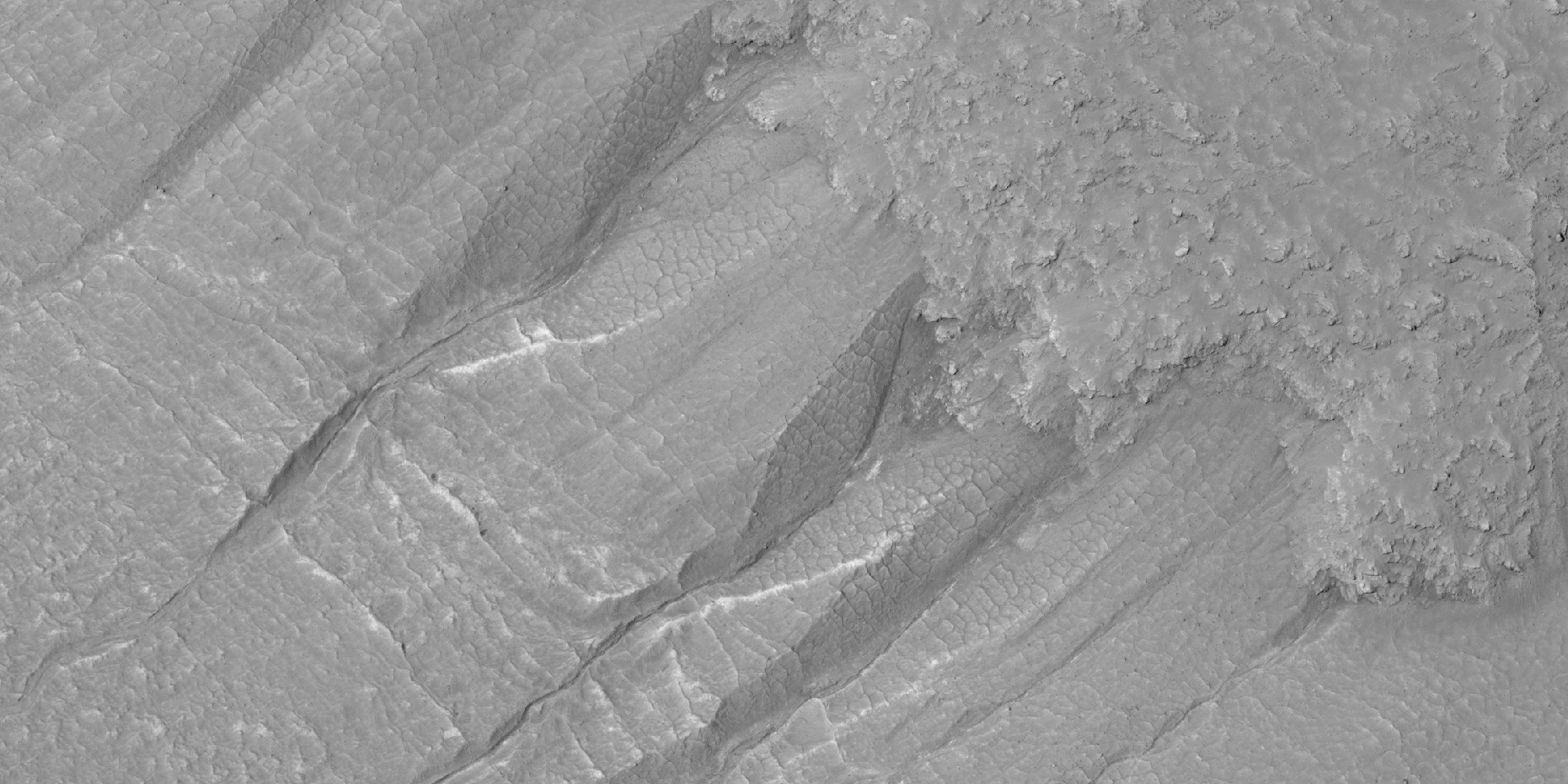
HiWish计划下高分辨率成像科学设备看到的陨石坑冲沟近景，在图中可看到多边形地面。

## 普罗米修高地其他场景

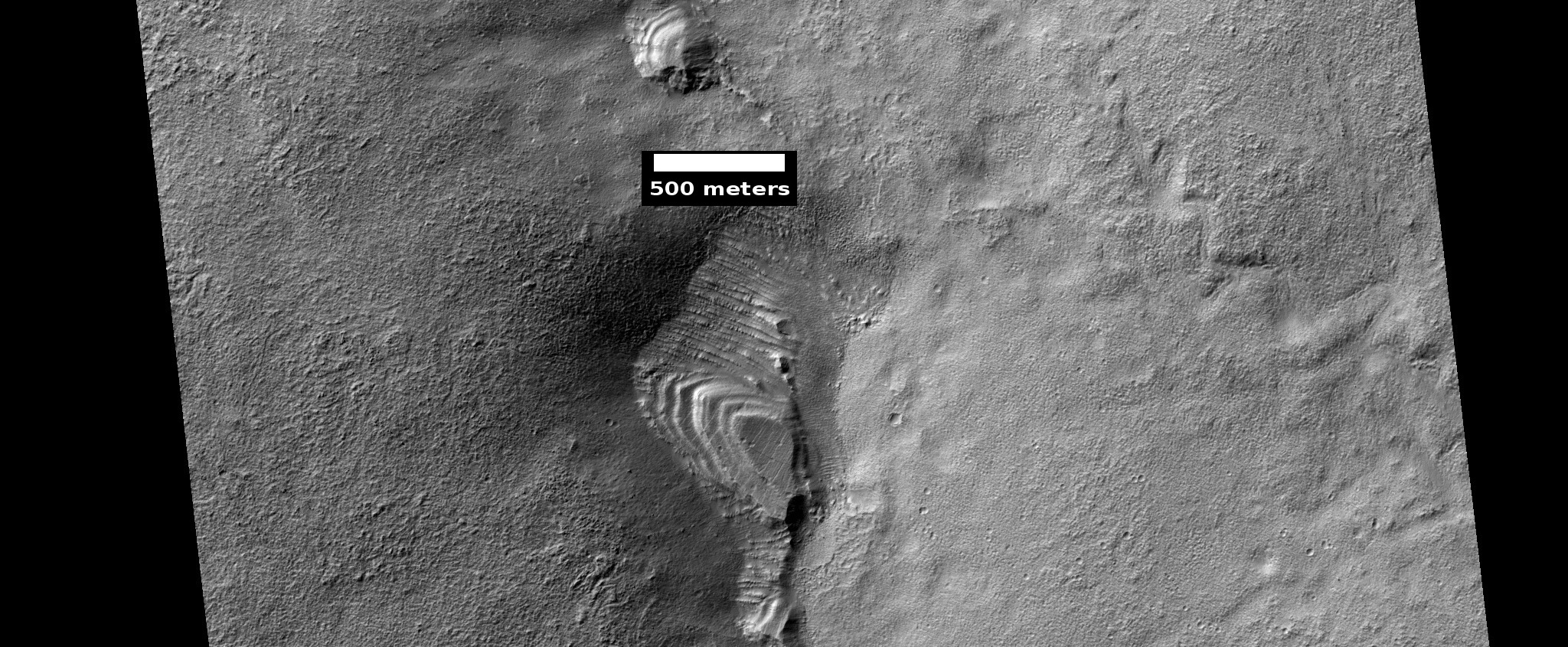
LHiWish计划下高分辨率成像科学设备看到的起因不明的分层特征。
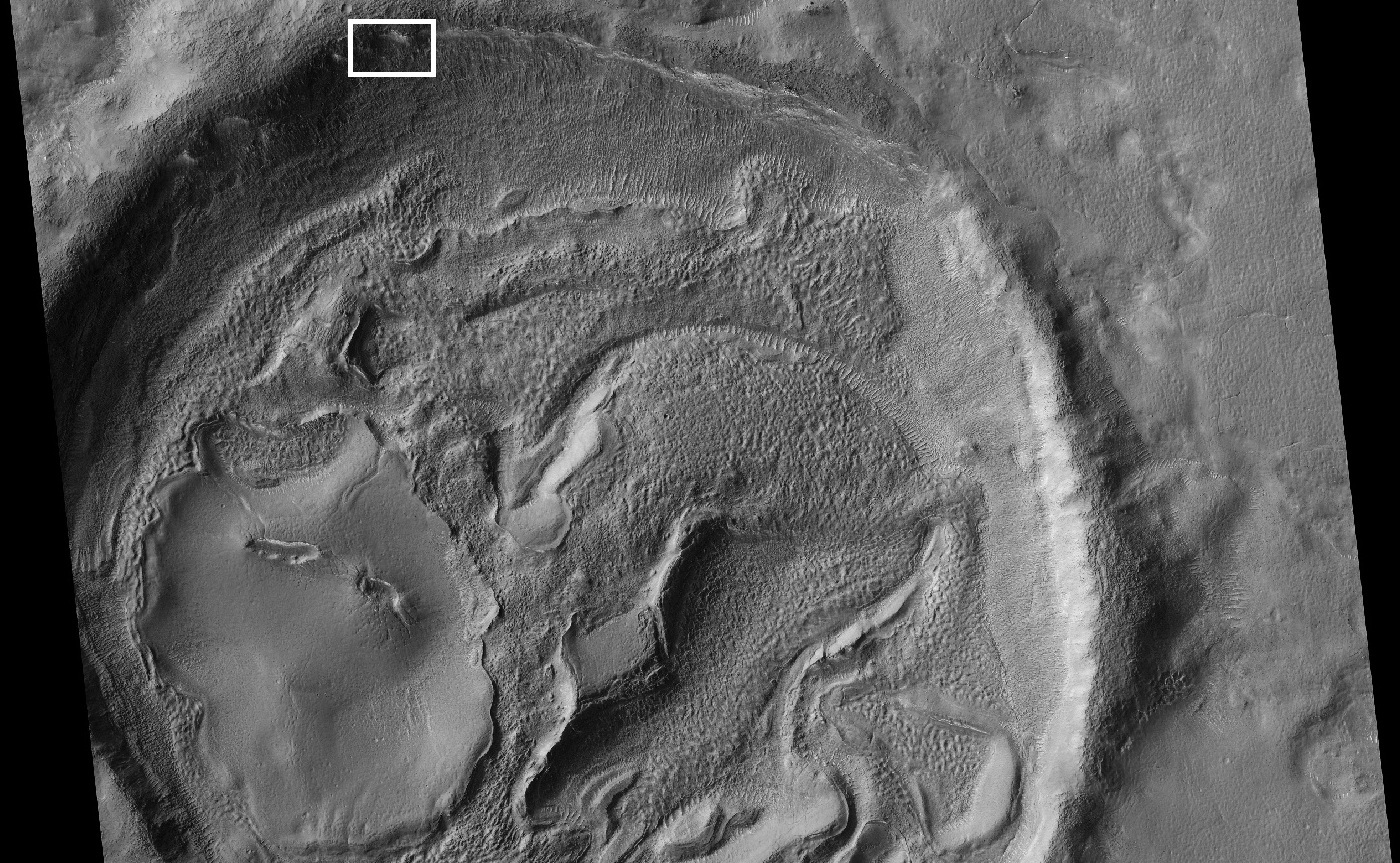
HiWish计划下高分辨率成像科学设备看到的怪异形状的坑底表面，方框指示了下一照片的所在位置。
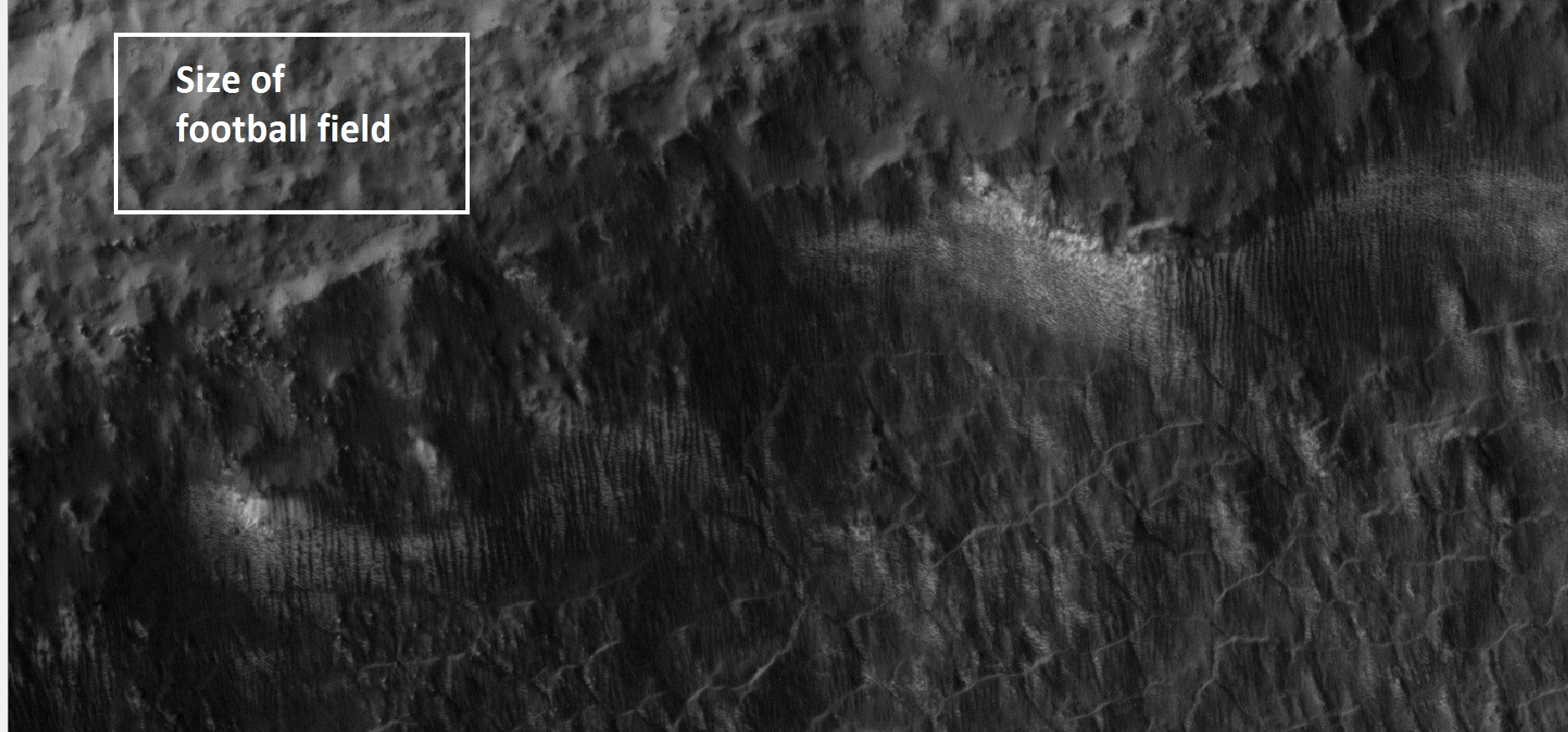
HiWish计划下高分辨率成像科学设备拍摄的上一幅照片中坑壁部分的特写，坑壁上显示有凹槽。

## 另请查阅
- 火星气候
- 冰川
- 火星冰川
- 舌状岩屑坡
- 火星水文
- 第勒纳高地

## 参引资料
1. ↑  "普罗米修高地". Gazetteer of Planetary Nomenclature. USGS Astrogeology Research Program.
2. ↑  Holt, J. et al., 2008. Science 322:1235–1238.
3. ↑  Touma J. and J. Wisdom.  1993.  The Chaotic Obliquity of Mars.  Science 259, 1294-1297.
4. ↑  Laskar, J., A. Correia, M. Gastineau, F. Joutel, B. Levrard, and P. Robutel. 2004. Long term evolution and chaotic diffusion of the insolation quantities of Mars.  Icarus 170, 343-364.
5. ↑  Edgett, K.; Malin, M. C.; Williams, R. M. E.; Davis, S. D.  (PDF). Lunar Planet. Sci. 2003, 34. p. 1038, Abstract 1038  [2021-08-19]. Bibcode:2003LPI....34.1038E. （原始内容存档 (PDF)于2016-06-11）.
6. ↑  Dickson, J; Head, J; Kreslavsky, M.  (PDF). Icarus. 2007, 188 (2): 315–323  [2021-08-19]. Bibcode:2007Icar..188..315D. doi:10.1016/j.icarus.2006.11.020. （原始内容 (PDF)存档于2017-07-06）.
7. ↑  . NASA Jet Propulsion Laboratory (JPL).   [2021-08-19]. （原始内容存档于2021-11-17）.
8. ↑  . hirise.lpl.arizona.edu.   [2021-08-19]. （原始内容存档于2021-08-07）.
9. ↑  July 2014, Nola Taylor Redd 16. . Space.com.   [2021-08-19]. （原始内容存档于2021-11-08）.
10. ↑  . spaceref.com.   [2021-08-19]. （原始内容存档于2014-08-15）.